# Tenthras setosus
Tenthras setosus är en skalbaggsart som beskrevs av Monné och Tavakilian 1990. Tenthras setosus ingår i släktet Tenthras och familjen långhorningar. Inga underarter finns listade i Catalogue of Life.